# Jean van Nerom
Jean van Nerom (? — ?) je bivši belgijski hokejaš na travi.
Osvojio je brončano odličje na hokejaškom turniru na Olimpijskim igrama 1920. u Antwerpenu (Anversu) igrajući za Belgiju. 

## Vanjske poveznice
- Profil na Sports Reference.com  Arhivirana inačica izvorne stranice od 21. listopada 2012. (Wayback Machine)